# Ho !
Ho ! (фр. «Ho!») — французький фільм режисера Робера Енріко з Жаном-Полем Бельмондо у головній ролі, що вийшов 4 листопада 1968 року.

## Сюжет
Гонщик Франсуа Олен на прізвисько О (Жан-Поль Бельмондо) кидає спорт після того, як з його вини гине його друг, і потрапляє в банду грабіжників банків. Інші учасники банди, брати Шварц, ставляться до нього зневажливо, але змушені працювати з ним, оскільки без хорошого водія їхнє заняття приречене на невдачу. Під час підготовки чергового пограбування випадково гине ватажок банди, і О має намір зайняти його місце, щоб здійснити пограбування. Першим пунктом їх плану є, як зазвичай, викрадення автомобіля, який доручається О. Але поліції вдається схопити його і відправити до в'язниці. Там він сидить в одній камері з бездомним, який отримав лише 1,5 місяця, і починає видавати себе за нього. Через 1,5 місяця наглядачі вже не можуть відрізнити одного від іншого, і О вдається вийти з в'язниці замість бродяги. Насамперед він виготовляє фальшиві документи і повертається в стару квартиру своєї банди. На наступний день всі газети на перших шпальтах публікують статті про зухвалу втечу, називаючи Олена ворогом суспільства номер один і людиною зі сталевими нервами, і стверджують, що, поки такий геніальний злочинець на свободі, кримінальний світ непереможний. Таким чином поліція за допомогою журналістів сподівається спровокувати Олена на необдумані вчинки, знаючи про його надмірну пихатість. Але він розгадує їх план і змушує автора статей писати правду. Крім того, Олен має намір здійснити план, який вони розробили до його арешту, але брати Шварц відмовляються працювати з ним, бо вже знайшли йому заміну. Тоді Олен вирушає на пошуки нових спільників і знаходить трійку дрібних грабіжників, яким і пропонує участь в пограбуванні банку. Пограбування їм вдається, але незабаром поліція виходить на слід Олена, знаючи його слабкість до дорогих краваток і влаштувавши засідки в магазинах. Намагаючись втекти від переслідування, Олен знову стикається з братами Шварц, які намагаються відібрати в нього вкрадені гроші. Це вартує життя братам і подрузі Олена, відомій моделі. Олен ж знову опиняється в руках поліції.

## У ролях
- Жан-Поль Бельмондо — Франсуа Олен
- Джоанна Шимкус — Бенедикта
- Раймон Буссьєр — Робер
- Поль Кроше — Габріель Бріан
- Стефан Фей — молодший Шварц
- Ален Мотте — Поль
- Тоні Таффен — старший Шварц
- Андре Вебер — Ла Прален
- Джекі Сарду — Мадо
- Боб Інгарао — Шнайдер
- П'єр Лепро — Роже
- Жан-Поль Трібо — Фальстен
- Сідні Чаплін — Кантер
- Жан-П'єр Кастальді — друг Бенедикти
- Ален Делон — людина в аеропорту

## Знімальна група
- Режисер — Робер Енріко
- Сценарій — Робер Енріко, Люсьєнна Амон, П'єр Пелегрі, Хосе Джованні
- Оператор — Жан Боффті
- Композитор — Франсуа де Рубе
- Художник — Жак Солньє, Жак Бергер, Жаклін Гілберт
- Монтаж — Жаклін Меппіель